# Mirto Davoine
Mirto Lenín Davoine Genta (13 de fevereiro de 1933) é um ex-futebolista uruguaio que atuava como defensor.

## Carreira
Mirto Davoine fez parte do elenco da Seleção Uruguaia de Futebol, na Copa do Mundo de 1954.